# Маковисько (Польща)
Макови́сько (пол. Makowisko) — село в Польщі, у гміні Ярослав Ярославського повіту Підкарпатського воєводства. Знаходиться на відстані 11 км на схід від Ярослава. Населення — 1286 осіб (2011).
Сусідні села: Бобрівка, Конячів, Шувськ, Ветлин.

## Історія

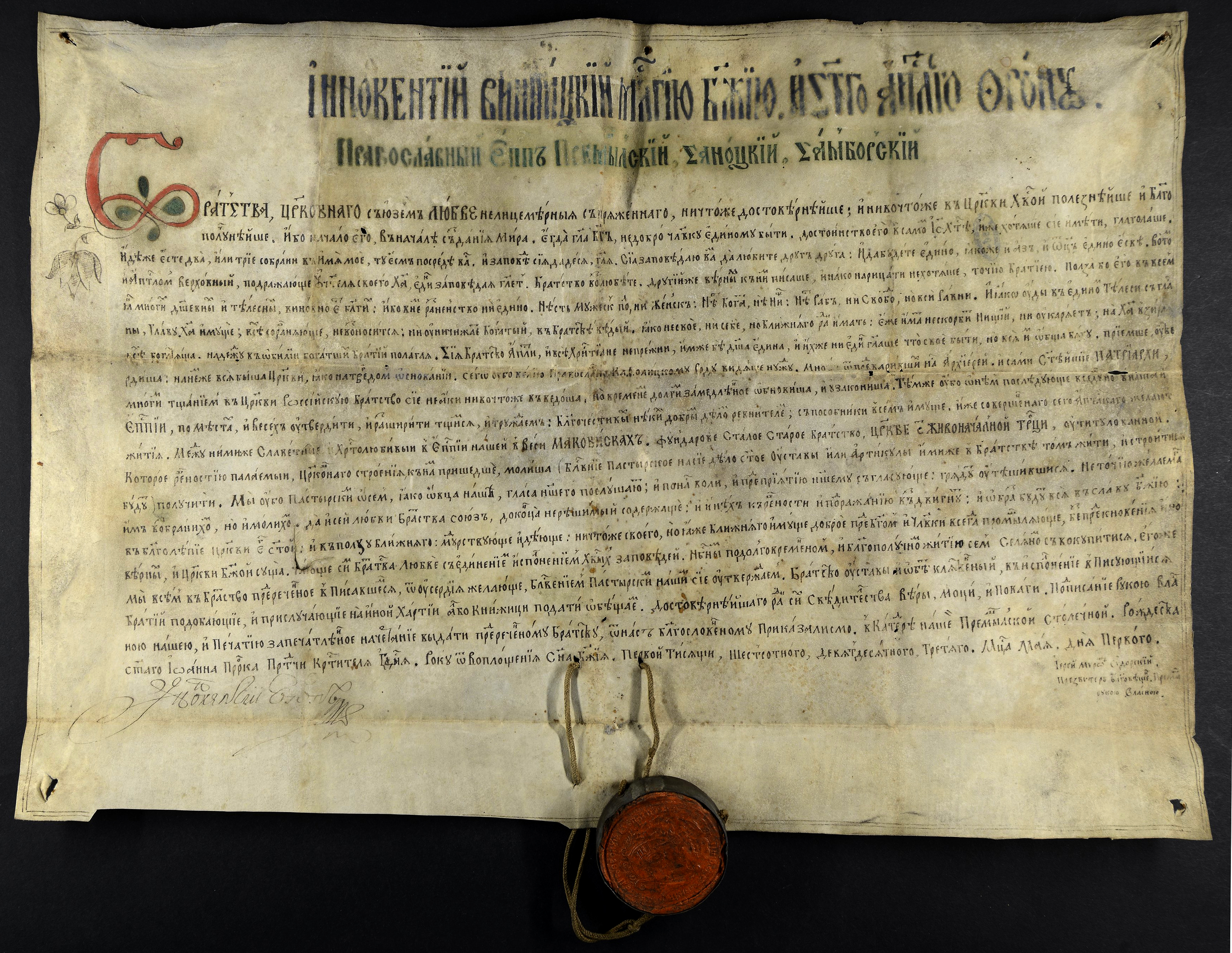
Інокентій Винницький, єпископ перемиський, сяноцький та самбірський, затверджує братство церкви святої Трійці у селі Маковисько, 1693 р.

Відповідно до «Географічного словника Королівства Польського» село знаходилося на заболоченій рівнині, при дорозі з Ярослава до Олешиці. Північні, західні та східні околиці села розтошовані в низині і частково болотисті, частково вкриті луками. В північній частині села (під назвою Огроди) 3 ставки, які слугують для стікання надлишкової води. Найбільший ставок мав площу кілька десятків моргів. Південна частина села розташована вище на пагорбах, у яких багато піску та глини. Тоді носила назву «Гірки» (пол. Górky). Тоді в селі була лише греко-католицька парафіяльна дерев'яна церква, тому римо-католики належали до парафії у Ярославі. Станом на 1881 рік у селі було 907 мешканців, 810 з яких — греко-католики і 53 римо-католики. Тоді ж до парафії Маковиська належала і церква сусіднього села Бобрівка. Всього в парафії був 1301 мешканець обох сіл.
1897 року в селі було відкрито читальню «Просвіти». В Ярославському повіті вона займала друге місце за кількістю книг — 287 (станом на кінець 1930-х рр.). 49 жителів села були членами читальні.
1926 року в Маковиську було створено кооператив «Згода».
У 1919—1939 рр. — у складі Польщі. Село належало до Ярославського повіту Львівського воєводства, гміна Радимно. На 1 січня 1939-го в селі з 1290 жителів було 1170 українців-грекокатоликів, 40 українців-римокатоликів, 80 поляків, місцева греко-католицька парафія належала до Радимнянського деканату Перемишльської єпархії.
З початком Другої світової війни чоловіків села мобілізовано до польської армії. У середині вересня 1939 року німці окупували село, однак уже 26 вересня 1939 року мусіли відступити з правобережжя Сяну, оскільки за пактом Ріббентропа-Молотова воно належало до радянської зони впливу. 27.11.1939 за постановою Верховної Ради УРСР включене до Любачівського повіту. 17 січня 1940 року територія ввійшла до Ляшківського району Львівської області. Нові окупанти також мобілізували чоловіків — до Червоної армії. В червні 1941, з початком Радянсько-німецької війни, територія знову була окупована німцями. За три роки німецької окупації вивезені євреї. В липні 1944 року радянські війська оволоділи цією територією. Радянські окупанти знову насильно мобілізували чоловіків у Червону армію. За Люблінською угодою від 9 вересня 1944 року село опинилося в Польщі. Польським військом і бандами цивільних поляків почались пограбування і вбивства, селяни гуртувались в загони УПА і відділи самооборони. У 1945-46 роках було виселено до СРСР з села 179 українських сімей (743 особи), а з присілку Ольхова — 54 особи (14 родин). Переселенці опинилися в населених пунктах Тернопільської області. Українське населення села, якому вдалося уникнути вивезення до СРСР, попало в 1947 році під етнічну чистка під час проведення Операції «Вісла» і було депортовано на понімецькі землі у західній та північній частині польської держави, що до 1945 належали Німеччині. В хати виселених українців поселені поляки.
У 1975—1998 роках село належало до Перемишльського воєводства.

## Демографія
Демографічна структура станом на 31 березня 2011 року:
|          | Загалом | Допрацездатний вік | Працездатний вік | Постпрацездатний вік |
| -------- | ------- | ------------------ | ---------------- | -------------------- |
| Чоловіки | 638     | 153                | 452              | 33                   |
| Жінки    | 648     | 142                | 407              | 99                   |
| Разом    | 1286    | 295                | 859              | 132                  |

## Пам'ятки
- церква Опіки Матері Божої, збудована 1871 року на місці давнішої дерев'яної.
- Дерев'яний будинок читальні «Просвіти»
- на кладовищі кілька десятків кам'яних надгробків XIX i 1-ї половини XX століть.

## Світлини

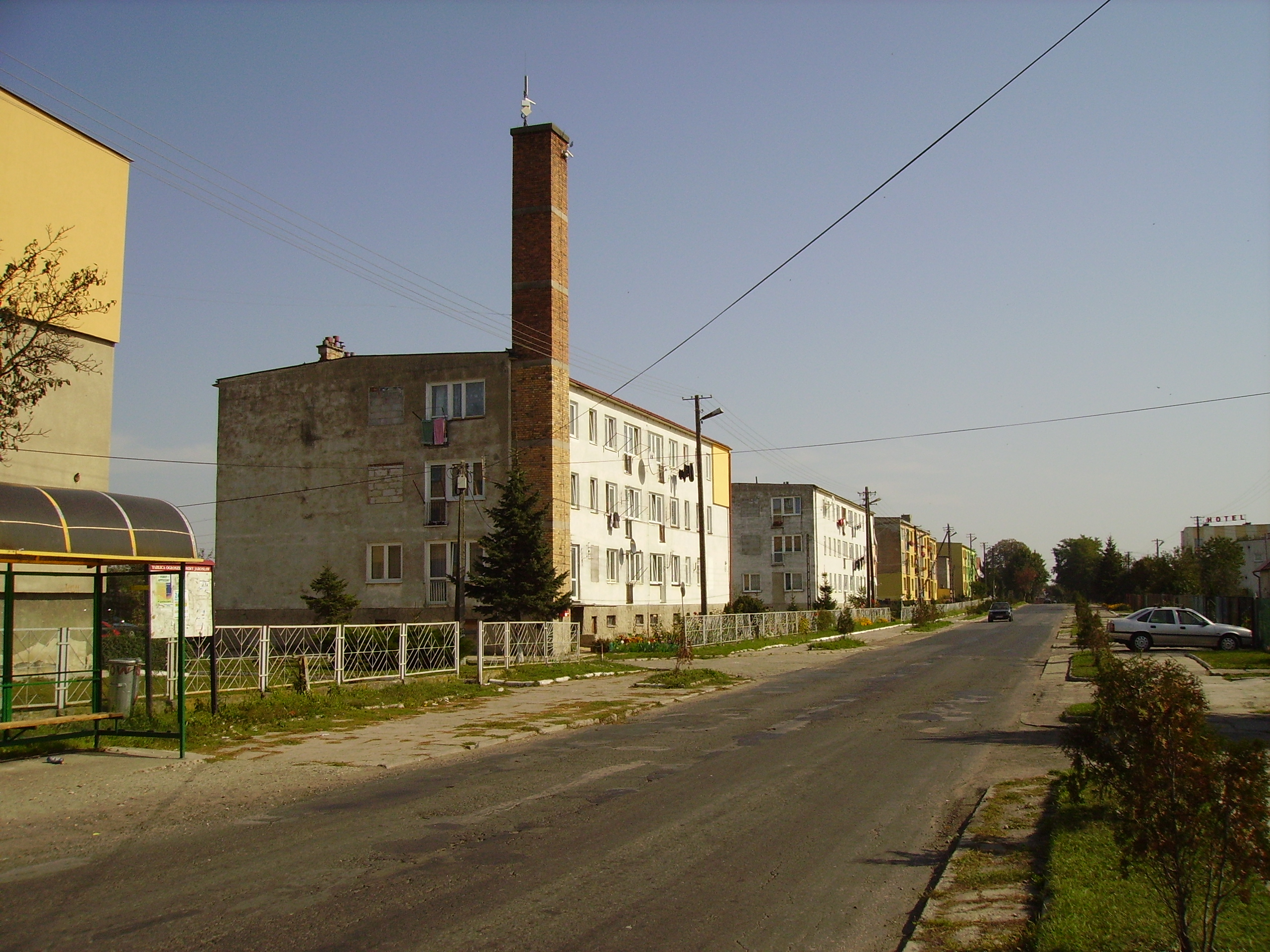
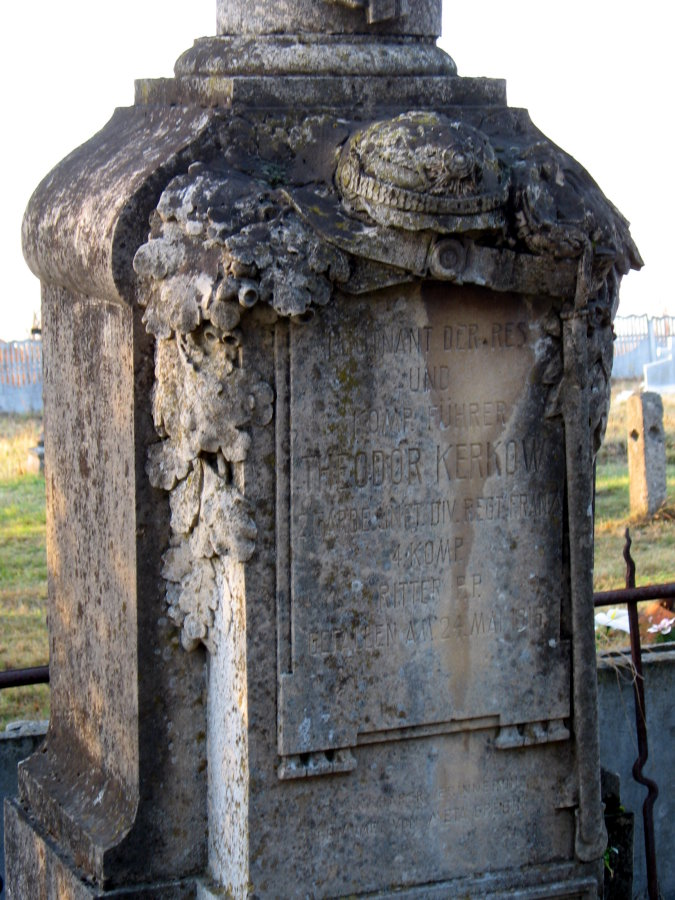
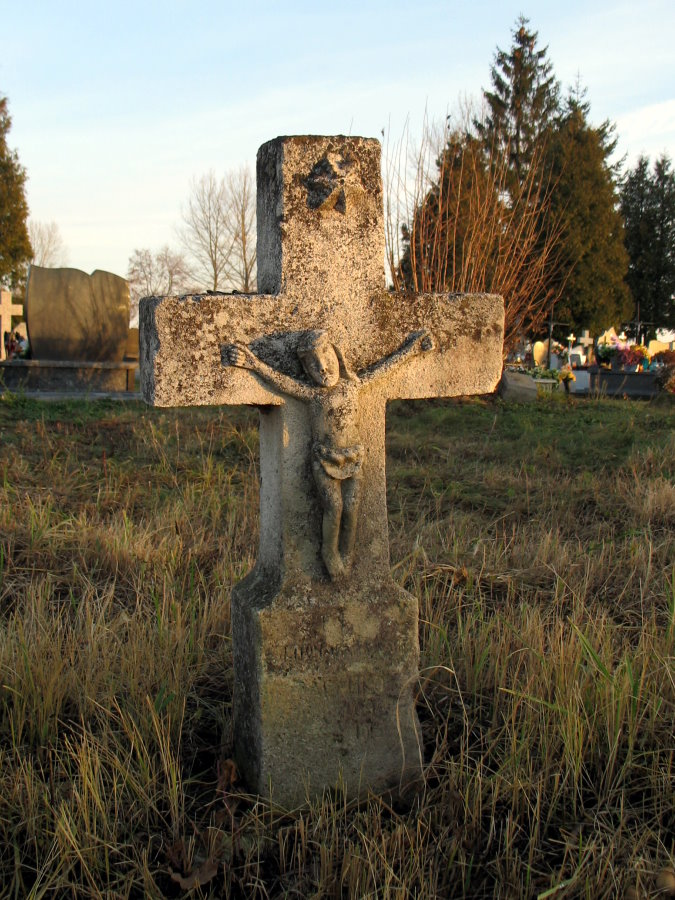

## Відомі люди
- Потупа Іван Михайлович — український радянський агроном і футбольний діяч. Засновник і перший керівник ФК «Нива» (Підгайці, пізніше Бережани, Тернопіль), народився у селі.